# Carol Plantamura

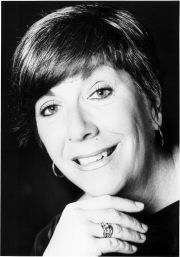
Carol Plantamura (2008)

Carol Plantamura (* 8. Februar 1941 in Los Angeles) ist eine amerikanische Sängerin (Sopran).
Plantamura absolvierte das Occidental College, um dann als Gründungsmitglied der Creative Associates an der SUNY Buffalo unter Leitung von Lukas Foss tätig zu sein. Dann zog sie nach Italien, wo sie 1966 das Ensemble Musica Elettronica Viva gründete. Weiterhin arbeitete sie im Ensemble Intercontemporain und der Gruppo di Improvvisazione Nuova Consonanza als Interpretin Neuer Musik und Improvisatorin, u. a. mit Pierre Boulez, John Cage, Luciano Berio, Pauline Oliveros, Betsy Jolas, Bernard Rands und Vinko Globokar. Daneben sang sie aber auch in Opernhäusern. Mit dem Five Centuries Ensemble interpretierte sie Musik des 17. bis 20. Jahrhunderts. Sie hat mehr als 25 Aufnahmen für Label wie Wergo, Deutsche Grammophon, Fonit/Cetra, CRI oder Leonarda vorgelegt. Seit 1978 lehrte sie bis zu ihrer Emeritierung als Professorin an der University of California, San Diego.

## Schriften
- Woman Composers. Bellerophone Books 1983
- The Opera Lover's Guide to Europe. Citadell Press 1996